# Götz George
Götz George est un acteur allemand né le 23 juillet 1938 à Berlin et mort le 19 juin 2016 à Hambourg,. 

## Biographie
Fils de l'acteur Heinrich George, Götz George fait ses débuts au théâtre avec les recommandations de sa mère à Göttingen sous la direction de Heinz Hilpert. Il est connu par la série Tatort où il incarne le commissaire duisbourgeois Schimanski. En 1995, Götz George joue  dans L'Homme de la mort et reçoit la Coupe Volpi pour la meilleure interprétation masculine à la Mostra de Venise 1995.

## Filmographie sélective
- 1953 : Lilas blancs (Wenn der weiße Flieder wieder blüht), avec Romy Schneider
- 1960 : Je ne voulais pas être un nazi (Kirmes)
- 1961 : Les Révoltés du bagne (Der Teufel spielte Balalaika)
- 1962 : Le Tueur à la rose rouge (Nur tote Zeugen schweigen) d'Eugenio Martín
- 1962 : Das Mädchen und der Staatsanwalt
- 1963 : Le Trésor du lac d'argent (Der Schatz im Silbersee)
- 1964 : Parmi les vautours (Unter Geiern)
- 1964 : Toujours au-delà (Wartezimmer zum Jenseits)
- 1965 : Vacances avec Piroschka (Ferien mit Piroschka)
- 1966 : Le Jour le plus long de Kansas City (Winnetou und das Halbblut Apanatschi)
- 1968 : Le Vent d'est, de Jean-Luc Godard et Jean-Pierre Gorin
- 1968 : L'Enfer de la guerre (Commandos), avec Lee Van Cleef
- 1968 : Le Sang de Fu Manchu (The Blood of Fu Manchu) de Jesús Franco
- 1977 : Les Diamants du président, avec Michel Constantin (téléfilm)
- 1978: Derrick: Der Spitzel (Le mouchard) (série télévisée)
- 1980 : Les Chevaux du soleil (feuilleton télévisé)
- 1981 : Dantons Tod, téléfilm de Rudolf Noelte : Georges Danton
- 1988 : L'Année du chat (Die Katze)
- 1992 : Schtonk !
- 1993–1994 : Morlock (de) (série télévisée)
- 1995 : Der Sandmann (de) (téléfilm)
- 1995 : L'Homme de la mort (Der Totmacher)
- 1997 : Rossini, avec Joachim Król
- 1998 : Solo für Klarinette (de), avec Corinna Harfouch
- 1999 : Au-delà de la vérité : Josef Mengele
- 2001 : Viktor Vogel, directeur artistique
- 2004 : Sur les chemins de l'Afrique, avec Senta Berger (téléfilm)
- 2005 : Pas de ciel au-dessus de l'Afrique (téléfilm)
- 2005 : Kabale und Liebe (téléfilm)
- 2006 : Au cœur de la tempête (Die Sturmflut) (téléfilm)
- 2007 : Der Novembermann (de)  de Jobst Oetzmann (téléfilm)
- 2009 : Mein Kampf, avec Tom Schilling
- 2016 : Böse Wetter – Das Geheimnis der Vergangenheit (de) (téléfilm)